# Kolonie Bergthal (Paraguay)
Koordinaten: 25° 17′ S, 55° 35′ W
Die Kolonie Bergthal in Paso Yobai, Departement Caaguazú in Paraguay liegt etwa 300 km östlich von Asunción. Sie wurde im Juli 1948 von 740 deutschsprachigen Altkolonier-Mennoniten aus Manitoba (East Reserve) in Kanada gegründet, die 11.000 Hektar Waldland für 7,14 US-Dollar pro Hektar (3 US-Dollar pro Acre) kauften und sieben Dörfer mit Chortitz als Zentrum gründeten.
Im Jahr 1953, nach einigen Rückwanderungen, betrug die Einwohnerzahl 639 Personen in 117 Familien. Im Jahr 1986 umfasste das Land der Kolonie 10.297 Hektar, auf denen 1.478 Siedlern wohnten, von denen 495 Kirchenmitglieder waren. Landmangel führte dazu, dass viele dieser Siedlungen gegen Ende des 20. Jahrhunderts nach Kanada zurückkehrten.
Die Kolonie hatte im Jahre 1987 1.860 Bewohner und 2022 3.823 Bewohner.